# Gaetano Montresor
Gaetano Montresor (o Carlo) (San Pietro in Cariano, 16 aprile 1901 – Mauthausen, 15 novembre 1941) è stato un anarchico italiano.

## Biografia
Originario di San Pietro in Cariano (Verona), non sono noti i suoi precedenti politici prima degli anni Trenta. Nel 1936, alla notizia dello scoppio della Guerra civile spagnola, si reca in Spagna e si arruola in una colonna anarchica, partita per il fronte aragonese il 19 settembre 1936. Della formazione fanno parte anche Giuseppe Burgio, Azeglio Bucchioni, Carlo Cocco, Antonio Calamassi, Pompeo Crespi, Luigi Checchi, Gaston Triaux, Giovanni Fontana, Jean Halkin, Milia Goldfard, Francisco García Pérez, Emilio Blanco Santander e altri miliziani.
Nel maggio del 1937 si trova a Barcellona dove partecipa agli scontri armati che oppongono anarchici e aderenti al POUM contro Guardia Civil e staliniani. Verso la fine del 1937 viene arrestato assieme ad altri anarchici, il Comitato anarchico italiano pro Spagna di Parigi chiede la sua liberazione insieme a quella degli altri arrestati (Aldo Lorenzoni, Dante Armanetti, Giovanni Martini, Giacomo Pisani, Ermanno Neri, Salvatore Fusari, Pompeo Crespi, Gina Graziani, Giuseppe Checchi e Libero Mariotti).
Il 31 dicembre 1938 viene inserito in una lista di "miliziani rossi" predisposta dal Ministero dell’Interno italiano e destinata ai prefetti. Montresor viene rilasciato solo in occasione della caduta di Barcellona (26 gennaio 1939) e si rifugia in Francia. Qui viene rinchiuso (7 febbraio) nel campo di internamento di Argelès–sur–Mer. Secondo documenti della polizia italiana nel campo aderisce al gruppo anarchico "Libertà o morte", di cui fanno parte (tra gli altri) Muzio Tosi, Cesare Ragni, Gennaro Gramsci. Quando le truppe tedesche invadono la Francia si trova ancora nel campo. A causa delle sue idee politiche viene arrestato e direttamente deportato a Mauthausen, venendo poi trasferito nel sottocampo di Gusen. Qui muore il 15 novembre 1941 (è ricordato come il primo deportato politico della provincia di Verona).